# Parapenaeus longirostris
La gamba blanca o gamba de altura (Parapenaeus longirostris) es una especie de crustáceo decápodo de la familia Penaeidae que tiene generalmente su hábitat en el Atlántico, en la zona del Golfo de Cádiz, concretamente en la costa de la Provincia de Huelva. La gamba blanca de Huelva es conocida y valorada a nivel nacional e internacional por su alta calidad y forma de capturas con escasas horas, de esa obtención nace una calidad denominada “Gambas de Huelva”.
Para identificar correctamente la gamba blanca, y su procedencia, debemos de fijarnos o solicitar su etiquetado en origen, de esta forma sabremos si la  gamba es nacional y fresca.

## Características
Presenta un rostro convexo en su mitad basal, cóncavo, aplanado por el lateral y ligeramente dirigido hacia arriba. Su borde inferior es inerme y el superior muestra siete dientes en la parte convexa. El rostro continúa en una carena que llega hasta el borde posterior del caparazón, en ésta se encuentra un diente característico. A los lados del caparazón se aprecia una sutura longitudinal. El telson es estrecho y de forma apuntada con tres dientes fijos. Es de tonalidad rosa pálida excepto en la región gástrica donde, debido a su traslucidez, parece violeta. Puede alcanzar hasta los 20 cm de longitud. Habita en suelos arenosos de entre 180 y 450 metros de profundidad.

## Producto alimenticio
Suele capturarse en la costa de Huelva (España), en la de Marruecos y en algunas zonas del Mediterráneo de manera artesanal. Por su predilección especial en la cocina es común encontrar en los mercados interiores otro tipo de gamba bajo otra denominación. 
Suele prepararse cocida y agregándole sal gorda, o pelada en tortillas y ensaladillas, y para su difusión suelen existir en la costa onubense ferias anuales dedicadas a este producto como las de Punta Umbría, Isla Cristina o Huelva.